# جوزيف كريستوفر
جوزيف كريستوفر (بالإنجليزية: Joseph Christopher) هو قاتل متسلسل أمريكي، ولد في 22 سبتمبر 1955 في بوفالو في الولايات المتحدة، وتوفي في 1 مارس 1993 في Attica Correctional Facility ‏ في الولايات المتحدة بسبب سرطان الثدي في الرجال.